# دیوید سایمون
دیوید سایمون (انگلیسی: David Simon؛ زادهٔ ۱۹۶۱/۱۹۶۲ (۶۲–۶۳ سال)) کارآفرین، سرمایه‌دار و مدیر اجرایی آمریکایی است، که هم‌اکنون بعنوان مدیرعامل گروه سایمون پراپرتی فعالیت می‌کند.